# ساندرا دورن
ساندرا دورن (ولدت باسم جوان سميث) (19 يونيو 1924 - 25 ديسمبر 1992)، هي مُمثلة بريطانية.

## روابط خارجية
- Sandra Dorne في قاعدة بيانات الأفلام على الإنترنت